# Indiana Basketball Hall of Fame
A Indiana Basketball Hall of Fame é um museu esportivo e hall da fama localizado na cidade de New Castle, no estado norte-americano de Indiana, onde homenageia homens e mulheres ligados à escola, faculdade e basquete profissional do estado.
O museu foi criado em 1962, em Indianápolis e inaugurado em New Castle no mês de junho de 1990.

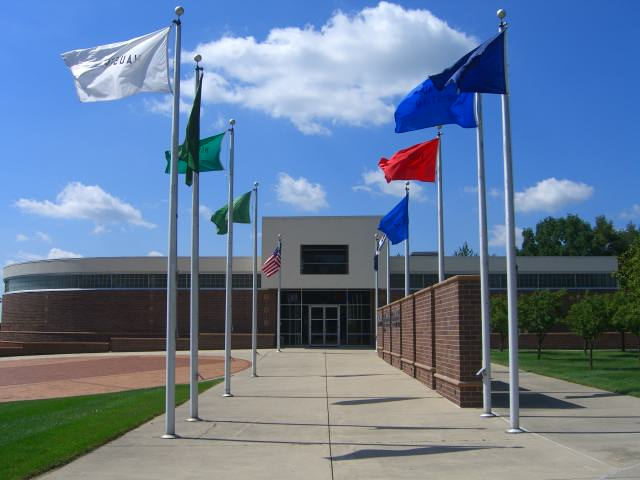
Indiana Basketball Hall of Fame

## Induzidos
- Veja nota de rodapé[1]

## Nota de rodapé
1. ↑  Induzidos. Página oficial da Indiana Basketball Hall of Fame. Consultado em 3 de abril de 2012.